# Grand Prix de Ouest-France 2009
Il Grand Prix de Ouest-France 2009, settantatreesima edizione della corsa e valida come ventunesimo evento del Calendario mondiale UCI 2009, si svolse il 23 agosto 2009 su un percorso totale di 229,2 km. Fu vinta dall'australiano Simon Gerrans che ha terminato la gara in 5h58'53".

## Percorso
Il Grand Prix de Ouest-France si è corso su un circuito ripetuto 12 volte dalla lunghezza complessiva di 229,2 km attraverso la città di Plouay e la campagna circostante della Bretagna. Il percorso è principalmente pianeggiante, con alcuni strappi brevi ma impegnativi.

## Squadre e corridori partecipanti
Al via si sono presentate le diciotto squadre del circuito ProTour. Invitate fra le squadre continentali sono la svizzera Cervélo TestTeam e la venezuelana Serramenti PVC Diquigiovanni-Androni Giocattoli.
| N.    | Cod. | Squadra               |
| ----- | ---- | --------------------- |
| 1-9   | BBO  | Bbox Bouygues Telecom |
| 11-19 | LAM  | Lampre-N.G.C.         |
| 21-29 | AST  | Astana                |
| 31-39 | ALM  | AG2R La Mondiale      |
| 41-49 | GCE  | Caisse d'Epargne      |
| 51-59 | COF  | Cofidis               |
| 61-69 | FDJ  | Française des Jeux    |
| 71-79 | KAT  | Team Katusha          |
| 81-89 | EUS  | Euskaltel-Euskadi     |
| 91-99 | MRM  | Team Milram           |

| N.      | Cod. | Squadra                          |
| ------- | ---- | -------------------------------- |
| 101-109 | THR  | Team Columbia-HTC                |
| 111-119 | GRM  | Team Garmin-Slipstream           |
| 121-129 | LIQ  | Liquigas                         |
| 131-139 | QST  | Quick Step                       |
| 141-149 | FUJ  | Fuji-Servetto                    |
| 151-159 | RAB  | Rabobank                         |
| 161-169 | SAX  | Team Saxo Bank                   |
| 171-179 | SIL  | Silence-Lotto                    |
| 181-189 | CTT  | Cervélo TestTeam                 |
| 191-199 | SDA  | Serramenti Diquigiovanni-Androni |

## Resoconto degli eventi
Dopo quasi sei ore di corsa il Grand Prix de Ouest-France è stato vinto da Simon Gerrans della Cervélo TestTeam in una volata composta da cinque uomini. Poco dietro il resto del gruppo.

## Ordine d'arrivo (Top 10)
| Pos. | Corridore         | Squadra       | Tempo    |
| ---- | ----------------- | ------------- | -------- |
| 1    | Simon Gerrans     | Cervélo       | 5h58'53" |
| 2    | Pierrick Fédrigo  | Bouygues Tel. | s.t.     |
| 3    | Paul Martens      | Rabobank      | s.t.     |
| 4    | Anthony Roux      | F. des Jeux   | s.t.     |
| 5    | Daniel Martin     | Garmin        | s.t.     |
| 6    | Luis León Sánchez | C. d'Epargne  | a 3"     |
| 7    | Samuel Dumoulin   | Cofidis       | s.t.     |
| 8    | Maksim Iglinskij  | Astana        | s.t.     |
| 9    | Fréderic Guesdon  | F. des Jeux   | s.t.     |
| 10   | Jesús del Nero    | Fuji          | s.t.     |

## Punteggi UCI
| Pos. | Corridore         | Squadra       | Punti |
| ---- | ----------------- | ------------- | ----- |
| 1    | Simon Gerrans     | Cervélo       | 80    |
| 2    | Pierrick Fédrigo  | Bouygues Tel. | 60    |
| 3    | Paul Martens      | Rabobank      | 50    |
| 4    | Anthony Roux      | F. des Jeux   | 40    |
| 5    | Daniel Martin     | Garmin        | 30    |
| 6    | Luis León Sánchez | C. d'Epargne  | 22    |
| 7    | Samuel Dumoulin   | Cofidis       | 14    |
| 8    | Maksim Iglinskij  | Astana        | 10    |
| 9    | Fréderic Guesdon  | F. des Jeux   | 6     |
| 10   | Jesús del Nero    | Fuji          | 2     |

| Pos. | Squadra                | Punti |
| ---- | ---------------------- | ----- |
| 1    | Cervélo TestTeam       | 80    |
| 2    | Bbox Bouygues Telecom  | 60    |
| 3    | Rabobank               | 50    |
| 4    | Française des Jeux     | 46    |
| 5    | Team Garmin-Slipstream | 30    |
| 6    | Caisse d'Epargne       | 22    |
| 7    | Cofidis                | 14    |
| 8    | Astana Team            | 10    |
| 9    | Fuji-Servetto          | 2     |

| Pos. | Squadra               | Punti |
| ---- | --------------------- | ----- |
| 1    | Francia (bandiera)    | 120   |
| 2    | Australia (bandiera)  | 80    |
| 3    | Germania (bandiera)   | 50    |
| 4    | Irlanda (bandiera)    | 30    |
| 5    | Spagna (bandiera)     | 24    |
| 6    | Kazakistan (bandiera) | 10    |